# Randia rotundifolia
Randia rotundifolia är en måreväxtart som beskrevs av Hipólito Ruiz López och Pav.. Randia rotundifolia ingår i släktet Randia och familjen måreväxter. Inga underarter finns listade i Catalogue of Life.